# Наумов, Николай Алексеевич (контр-адмирал)
Николай Алексеевич Наумов (1835 — 25 февраля 1914) — контр-адмирал Российского Императорского флота.

## Биография
По окончании Морского корпуса проходил практику, а затем служил на Балтийском флоте.
В 1856 году назначен на корвет «Рында» под командованием капитан-лейтенанта Андреева, на котором перешёл на Тихий океан и служил на нём до 1859 года.
В 1863 году назначен командиром шхуны «Первая», на которой 26 октября 1863 года потерпел крушение в Сангарском проливе.
В 1866 году в чине лейтенанта назначен командиром пароходо-корвета «Америка».
В 1869 году вышел в запас, и до 1875 года командовал рядом коммерческих судов Русско-Американской компании (пароход «Константин» и другие).
В 1875 году восстановлен на действительную службу.
В 1876 году назначен на должность начальника штаба главного командира портов Восточного океана.
В 1878 году произведён в капитаны 1-го ранга.
В 1887 году Николай Алексеевич произведён в контр-адмиралы с увольнением со службы.

### Семья
Был женат, в браке родилась дочь Елизавета, вышла замуж за С. Т. Беляева.

## Память
В честь Николая Алексеевича назван остров — Наумова.